# سه ببر در برابر سه ببر
سه ببر در برابر سه ببر (ایتالیایی: Tre tigri contro tre tigri) یک فیلم کمدی ایتالیایی سه‌قسمتی به کارگردانی سرجو کوربوچی و استنو است که در سال ۱۹۷۷ منتشر شد.

## گزیدهٔ بازیگران

### قسمت اول
- رناتو پوتستو
- ککی پونتسونی
- کرین کلری
- ماسیمو بولدی
- اوگو بولونیا
- استر کارلونی
- گابریلا جورجلی

### قسمت دوم
- انریکو مونتسانو
- دالیا دی لاتسارو
- جوزپه آناترلی
- نانی لوی
- فرانکو جاکوبینی
- گابریلا جورجلی

### قسمت سوم
- پائولو ویلاجیو
- آنا ماتزامائورو
- دانیله وارگاس
- رنتسو مارینیانو
- فروچو آمندولا